# Jamestown: Legend of the Lost Colony
Jamestown: Legend of the Lost Colony (Jamestown: La leyenda de la colonia perdida, en español) es un videojuego de estilo matamarcianos con scroll vertical, desarrollado por Final Form Games en 2011. 
La historia es una ucronía de estilo steampunk que se sitúa en Marte. En esta historia alternativa en el siglo XVII, los conquistadores españoles y los marcianos indígenas quieren hacerse con el planeta rojo, que ahora es una colonia británica.

## Modos de juego
La mecánica de juego de Jamestown es similar a la de otros juegos del género: manejaremos una de las cuatro naves disponibles (tres de ellas habrá que desbloquearlas con la puntuación obtenida), y cada una de ellas cuenta con un ataque principal y uno secundario diferentes, que pueden verse potenciadas con la habilidad "Vaunt", que puede ser activada cuando se consigue suficiente oro, y además de mayor potencia de ataque crea alrededor de la nave un escudo temporal. Mientras esta habilidad esté activada, aparecerá un multiplicador que otorgará mayor puntuación.
El juego cuenta con varios modos de juego, todos ellos para un solo jugador o con modo multijugador para hasta cuatro jugadores simultáneos de manera local. Estos modos de juego son: el modo historia, en el que tendremos que superar las diferentes fases para ir descubriendo lo que sucede en el planeta Marte; el modo "Gauntlet", un modo historia a superar sin ser abatidos ni una sola vez; y el modo "desafío", una especie de niveles de bonus que desbloqueamos cambiando nuestro oro en la tienda, y que ofrece diferentes retos a superar.

## Desarrollo
El juego fue desarrollado durante dos años por el pequeño estudio independiente Final Form Games, financiado con los propios ahorros de los tres fundadores Timothy Ambrogi, Michael Ambrogi y Halsted Larsson. Entre las influencias directas para crear este juego, los desarrolladores nombraron el shooter Progear y las películas animadas de Hayao Miyazaki, en particular Nausicaä del Valle del Viento y El castillo en el cielo.

## Expansiones
El 10 de noviembre de 2011 fue lanzado el DLC de pago Gunpowder, trason & plot, que agrega tres nuevas naves y sus pilotos (entre ellos Guy Fawkes, de ahí el título), cada uno con nuevas tipos de ataque. 

## Humble Indie Bundle 4
El 13 de diciembre de 2011 el juego es incluido en el lanzamiento del cuarto Humble Indie Bundle, que junto a Jamestown incluye otros cuatro juegos: Bit.Trip Runner de Gaijin Games, Super Meat Boy de Team Meat, Shank de Klei Entertainment y NightSky de Nicalis. Pagando más de la media, además, se incluían otros dos juegos: Cave Story + y Gratuitous Space Battles.